# Cyclocross-Weltmeisterschaften 1993
Die Cyclocross-Weltmeisterschaften 1993 wurden am 30. und 31. Januar im italienischen Corva di Azzano Decimo ausgetragen. Es war das letzte Mal, dass Profis und Amateure getrennt fuhren. Start und Ziel waren in der Via Chiesa, der Großteil des Parcours lag in den Feldern und Flussauen nordwestlich des Orts.

## Ergebnisse

### Profis
| Platz | Land        | Sportler           | Zeit         |
| ----- | ----------- | ------------------ | ------------ |
| 1     | Frankreich  | Dominique Arnould  | 1:03:17 Std. |
| 2     | Deutschland | Mike Kluge         | + 0:09 Min   |
| 3     | Niederlande | Wim de Vos         | + 0:16 Min   |
| 4     | Frankreich  | David Pagnier      | + 0:47 Min   |
| 5     | Niederlande | Adrie van der Poel | + 2:06 Min   |
| 6     | Italien     | Fabrizio Margon    | + 2:20 Min   |
| …     | …           | …                  | …            |
| 25    | Deutschland | Timo Berner        | + 6:27 Min   |

In Führung liegend hatte der Sieger des Vorjahres Mike Kluge in der Schlussrunde einen Defekt und musste den neuen Weltmeister Arnould passieren lassen. Der Bielefelder Volker Krukenbaum stieg bereits in der zweiten Runde des Rennens aus.

### Amateure
| Platz | Land        | Sportler               | Zeit       |
| ----- | ----------- | ---------------------- | ---------- |
| 1     | Danemark    | Henrik Djernis         | 46:21 Min. |
| 2     | Deutschland | Ralph Berner           | + 0:06 Min |
| 3     | Italien     | Daniele Pontoni        | + 0:35 Min |
| …     | …           | …                      | …          |
| 13    | Deutschland | Jörg Arenz             | + 1:32 Min |
| 18    | Deutschland | Jens Schwedler         | + 1:39 Min |
| 21    | Deutschland | Franz-Josef Nieberding | + 1:51 Min |

### Junioren (U 19)
| Platz | Land        | Sportler        | Zeit        |
| ----- | ----------- | --------------- | ----------- |
| 1     | Tschechien  | Kamil Ausbuher  | 45:18 Min   |
| 2     | Tschechien  | Jaromír Friede  | + 0:38 Min  |
| 3     | Frankreich  | Miguel Martinez | + 0:51 Min  |
| 4     | Schweiz     | Beat Blum       | + 0:53 Min  |
| 5     | Deutschland | Urs Steinmann   | + 01:05 Min |

Quelle: 